# Guldborgsund község
Guldborgsund község (dánul: Guldborgsund Kommune) Dánia 98 községének (kommune, helyi önkormányzattal rendelkező közigazgatási egység) egyike. Lolland sziget keleti fele és Falster sziget tartozik hozzá. Guldborgsund község Vordingborg és Lolland községekkel határos. Székhelye Nykøbing Falster. Lakosainak száma 60 979 fő (2016).